# Alsódraskóc
Alsódraskóc (szlovákul Dolné Držkovce, németül: Unterderschkowitz) Nagydraskóc településrésze, korábban önálló falu Szlovákiában, a Trencséni kerületben, a Báni járásban.

## Fekvése
Bántól 10 km-re nyugatra fekszik. Nagydraskóc nagyobbik, keleti részét alkotja.

## Története
Draskócot 1400-ban említik „Dersk” alakban először. Draskóc először a 15. században jelenik meg két külön faluként.
Alsódraskócot 1426-ban „Also Dersk” néven említik először. 1497-ben „Draskovec”, 1525-ben „Derskocz” néven szerepel. A 15–16. században többek közt a Kun, Laskár, Repa, Restien, Ziho, Ruin, Farkas és Kovács családok voltak főbb birtokosai. Később részben a Derskóczy család az egyik legnagyobb birtokos. 1598-ban 22 nemesi háza volt. A 16.–17. században jelentős lett a szőlőtermesztés. 1673-ban fazekas és szűcsmesterséget folytató családok éltek a községben. A 18. század folyamán a lakosság száma jelentősen emelkedett.
A 18. század végén Vályi András így ír róla: „Alsó Drskotz, tótúl Dolne Drskovcze, tót falu Trentsén Vármegyében, birtokosai külömbféle Urak, lakosai katolikusok, fekszik Zay Ugrócztól más fél mértföldnyire, erdős térsége meglehetős termékenységű, búzát is terem, második Osztálybéli.”
1828-ban 20 házában 219 lakos élt.
Fényes Elek 1851-ben kiadott geográfiai szótárában így ír a faluról: „Alsó-Draskócz, Trencsén m. tót falu, 164 kath., 25 evang. 12 zsidó lak. Lakosi nagy részt nemesek.”
1910-ben 251, túlnyomórészt szlovák lakosa volt. A trianoni békéig Trencsén vármegye Báni járásához tartozott.
1976-ban egyesítették Felsődraskóccal és Csuklásszal.

## Nevezetességei
- Szent Cirill és Metód tiszteletére szentelt római katolikus temploma 1931-ben épült.
- Műemlék az egykori jegyzői ház.

## Neves személyek
- Itt született 1875-ben Dr. Karol Kmeťko nyitrai püspök.

## Lásd még
- Nagydraskóc
- Felsődraskóc
- Csuklász